# 宗地镇
宗地镇，是中华人民共和国贵州省安顺市紫云苗族布依族自治县下辖的一个乡镇级行政单位。
2016年1月14日，贵州省人民政府批复同意紫云自治县部分乡镇行政区划调整，撤销宗地乡建制，设置宗地镇，撤乡设镇后行政区域和政府驻地不变。

## 行政区划
宗地镇下辖以下地区：
宗地村、德昭村、新寨村、猛坑村、打饶村、山脚村、坝绒村、红岩村、田坝村、湾塘村、落湾村、打郎村、牛角村、打毫村、竹林村、戈枪村、戈岜村、鼠场村、歪寨村、火石关村、打若村和大地坝村。